# Fullmetal Alchemist (Anime)
Die Anime-Fernsehserie Fullmetal Alchemist (jap. 鋼の錬金術師, Hagane no Renkinjutsushi, ‚Alchemist des Stahls‘) ist die Adaption der Manga-Reihe Fullmetal Alchemist der Mangaka Hiromu Arakawa. Sie lässt sich dem Shōnen-Genre zuordnen.
Die Handlung der Serie entspricht nur grob der des Mangas, viele Elemente wurden verändert und ein anderes Ende produziert. Fullmetal Alchemist: Brotherhood, eine Neuverfilmung des Mangas, die 2009 und 2010 ausgestrahlt wurde, orientiert sich deutlich stärker an der Vorlage.

## Handlung
Die Brüder Edward und Alphonse Elric leben bei ihrer Mutter im Dorf Resembool im Osten des Landes Amestris. Ihr Vater Van Hohenheim verließ sie, als beide noch sehr jung waren, da er als Staatsalchemist in den Krieg zog, der gegen die aufständischen Ishbarier geführt wurde. Während ihrer Kindheit lernen die Brüder aus den Büchern ihres Vaters die Grundlagen der Alchemie. Als sie neun und zehn Jahre alt sind, stirbt ihre Mutter an einer Krankheit und bald darauf gehen sie bei der Alchemistin Izumi Curtis in die Lehre. Nachdem sie ein Jahr später nach Resembool zurückgekehrt sind, versuchen sie, ihre Mutter mit Alchemie wieder zum Leben zu erwecken, obwohl dies verboten ist. Die Transmutation gerät außer Kontrolle und Edward verliert sein linkes Bein, Alphonse seinen ganzen Körper. Um ihn zu retten, gibt Edward seinen rechten Arm her, um die Seele seines Bruders an eine Rüstung zu binden. Von seinen Nachbarn, Pinako Rockbell und ihrer Enkelin Winry, bekommt Edward Automails, mechanische Prothesen, die seine Gliedmaßen ersetzen. Dabei wird er von Oberst Roy Mustang besucht, der sich für ihn wegen seiner alchemistischen Fähigkeiten interessiert. Nach seiner Genesung brechen die Brüder Elric auf, um Staatsalchemisten zu werden.
In Central City angekommen gehen sie beim Alchemisten Shou Tucker in die Lehre, der seinen Rang durch die Erschaffung einer sprechenden Chimäre, erreicht hat. Die Brüder wohnen bei ihm, seiner Tochter Nina und ihrem Hund Alexander. Doch als Shou erneut eine sprechende Chimäre erschaffen soll, transmutiert er dazu seine Tochter und Alexander, wie er schon seine Frau für seine erste Chimäre transmutierte, wie später herauskommt. Edward kommt hinter dieses Geheimnis und schließlich wird Tucker verhaftet. Die geflohene Chimäre wird von einem geheimnisvollen Ishbarier umgebracht, der eine kreuzförmige Narbe auf der Stirn trägt. Dieser wird Scar genannt und hat schon mehrere Staatsalchemisten getötet. Bald darauf erlangt Edward den Rang eines Staatsalchemisten und wird Oberst Mustang unterstellt, Alphonse nimmt an der Prüfung nicht teil, damit die Tatsache, dass er nur eine beseelte Rüstung ist, verborgen bleibt. Bald erfahren sie vom Stein der Weisen, der eine Transmutation ohne die Einschränkungen des äquivalenten Tauschs ermöglichen soll. Da sie sich von ihm die Möglichkeit erhoffen, ihre alten Körper zurückzugewinnen, reisen die Brüder durch das Land und erfüllen dabei Aufgaben für das Militär, erwerben sich aber auch einen guten Ruf bei der Bevölkerung. Dabei folgen ihnen heimlich die Homunculi, Ergebnisse fehlgeschlagener menschlicher Transmutationen, die den Stein selbst brauchen und für ihren Meister in Besitz bringen wollen.
Schließlich erfahren beide, dass eine unvollkommene Version des Steins der Weisen im Ishbar-Krieg eingesetzt wurde. Diese Spur führt sie in ein verlassenes Forschungslabor des Militärs, in dem sie jedoch überraschend auf Widerstand treffen. Dort wurden geheime Experimente mit Sträflingen durchgeführt, wobei auch beseelte Rüstungen und Chimären geschaffen wurden. Nachdem Edward und Alphonse diese besiegen konnten, bringen die Homunculi Envy, Lust und Gluttony Alphonse in ihre Gewalt und wollen Edward dazu zwingen, Menschen zur Transmutation eines Steins der Weisen zu opfern. Dabei ist auch Shou Tucker, der inzwischen selbst eine Chimäre ist. Nach einem Kampf kann die Transmutation durch das Eingreifen des Militärs verhindert werden. Bald darauf gerät Alphonse in Zweifel darüber, ob er jemals ein Mensch war. Doch diese können von Edward und Winry zerstreut werden. Zur gleichen Zeit reist Scar mit den verbliebenen Ishbariern durch das Land, diese leben in Zelten und notdürftigen Behausungen und müssen immer wieder vor dem Militär fliehen.
Die Brüder Elric werden von ihrer Meisterin Izumi aufgespürt, sie hat die Geschichten, die sich um die beiden ranken, gehört und will sehen, was die beiden machen. Diese ist doch dann zunächst wütend darüber, dass Edward ein Staatsalchemist geworden ist, die sie verachtet und über die Fehler, die ihre Schüler gemacht haben. Doch schließlich erfahren die beiden, dass auch Izumi eine menschliche Transmutation versucht hat, um ihr totgeborenes Baby wiederzubeleben. Dabei verlor sie Teile ihrer inneren Organe. Als sie wieder auf der Insel sind, auf der die Brüder früher trainiert wurden, treffen sie einen Jungen, der anscheinend die Gliedmaßen trägt, die Edward verloren hat. Izumi nimmt den Jungen auf, obwohl Edward misstrauisch ist. Bald darauf wird Alphonse von Chimären entführt, die aus dem Forschungslabor ausgebrochen sind und nun vom Homunculus Greed angeführt werden. Dieser will die Unsterblichkeit erlangen und hat die Fähigkeit, seinen Körper mit einer Haut, hart wie ein Diamant, überziehen zu können. Mit Izumi und dem Militär greift Edward ein und tötet schließlich Greed im Kampf, Alphonse kann befreit werden und die Chimären fliehen, auch mit Hilfe Alphonses, der Mitleid mit ihnen hat. Dabei erfahren die Brüder auch, dass die Homunculi schwächer werden, wenn sie sich Resten des Körpers der Person nähern, als die sie geschaffen werden sollten. Der Junge, den sie auf der Insel gefunden haben, flieht als Homunculus Wrath mit den anderen Homunculi.
Schließlich gelangen Alphonse und Edward in den Osten, nach Reole, wo ein neuer Aufstand droht. Gegen diesen will das Militär vorgehen und die Brüder Elric erfahren, dass der Generalfeldmarschall und seine Sekretärin die Homunculi Pride und Sloth sind, wobei Sloth entstand, als die Brüder ihre Mutter transmutieren wollten. Die Homunculi wollen in Reole aus den dort sterbenden Menschen und den in Ishbar gestorbenen Menschen, deren Seelen in Scar gespeichert sind, einen neuen Stein der Weisen schaffen. Doch wird der Stein durch einen Trick Scars in Alphonse erschaffen. Bald darauf fliehen Edward und Alphonse, da sie nun vom Militär verfolgt werden. Nachdem Oberst Mustang und seine Untergebenen sich aus einer von der Militärführung arrangierten Falle befreit haben, suchen sie die Brüder Elric. Diese finden sie in Resembool, wo Edward seinen Vater Van Hohenheim trifft und erstmals nach langer Zeit mit ihm spricht. Schließlich kehren sie nach Central City zurück, wo Edward und Alphonse in eine unterirdische Stadt gelangen, die einst der Erschaffung des ersten Steins der Weisen zum Opfer fiel. Mit diesem ermöglichten sich Dante und Hohenheim ein jahrhundertelanges Leben, doch zerfallen ihre Körper immer mehr. Nun will Dante mit dem neuen Stein der Weisen ihr Leben weiterverlängern. Für diesen Zweck benutzt sie auch die Homunculi, denen sie verspricht, dass sie mit dem Stein zu Menschen werden können. Während des Kampfes wird Edward, wie zuvor sein Vater, auf die andere Seite des Tores der Alchemie geschickt. Dort ist er in London 1916 während eines Zeppelinangriffs. Als er dort stirbt, gelangt er wieder zurück in seine Welt. Im weiteren Verlauf des Kampfes wird er aber von Envy umgebracht, Alphonse belebt ihn mit dem Stein der Weisen wieder, verliert aber dabei auch seinen Körper. Daraufhin holt Edward, der nun alle Gliedmaßen zurückhat, Alphonse zurück ins Leben, muss dafür aber auf der anderen Seite des Tores, auf der Erde, bleiben und verliert wieder ein Bein und einen Arm. So hat Alphonse seinen Körper als Zehnjähriger wieder, aber alle Erinnerungen an die Zeit seit der Transmutation ihrer Mutter verloren.
Während des Kampfes der Brüder Elric gegen die Homunculi führte Oberst Mustang einen erfolgreichen Putsch gegen den Generalfeldmarschall durch, nach dem die Macht wieder an das Parlament übertragen wird.

## Produktion
Basierend auf dem Manga wurde von Bones eine Anime-Serie mit 51 Folgen produziert. Die Handlung weicht ab Folge 30 immer mehr von der Vorlage des Mangas ab, da die Handlung des Mangas zu diesem Zeitpunkt noch weitergeführt war. So hat der Anime ein alternatives Ende. Einige der Folgen beinhalten Geschichten, die nicht in der Vorlage vorkommen und als Füllerfolgen für die Fernsehserie dazuerdacht wurden. Zu den Änderungen noch in den ersten Folgen gehört, dass die Kindheitserlebnisse der Brüder Elric im Vergleich zum Manga noch früher erzählt werden. Die Dramatik wird zunächst durch einige neue Nebengeschichten und Kämpfe zwischen Alchemisten aufgebaut, dafür treten die Homunculi und Scar als wichtige Antagonisten später auf als in der Vorlage deutlich in Erscheinung. Für Kriegsszenen wurden Fotos aus dem Zweiten Weltkrieg verwendet, manche Räume mit Computern animiert und die Charaktere später hineingesetzt.
Das Thema des Äquivalenten Tausches wurde in der Serie hervorgehoben, indem Alphonse mit seiner menschlichen, nicht seiner durch die Rüstung verfälschten, Stimme in den Folgen 3 bis 42, außer in der 37. Folge, zu Beginn des Vorspanns die Worte spricht:
„Man kann nichts gewinnen, wenn man nicht auch bereit ist, Opfer zu bringen.
Wenn man etwas Neues erhalten will, muss man etwas von gleichem Wert hergeben.
So lautet das alchemistische Prinzip des äquivalenten Tausches.
Zu jener Zeit hielten mein Bruder und ich dies für eine der Säulen der Welt.“
Regie führte Seiji Mizushima. Das Charakterdesign entwarf Yoshiyuki Itō und die künstlerische Leitung übernahm Kazuyuki Hashimoto.

## Veröffentlichung
Die Serie wurde vom 4. Oktober 2003 bis zum 2. Oktober 2004 im japanischen Fernsehen von MBS-TBS gezeigt und später von Animax wiederholt. Sie lief seit November 2004 im US-amerikanischen Fernsehen. Am 23. Juli 2005 ist in Japan der Animationsfilm Fullmetal Alchemist – Der Film: Der Eroberer von Shamballa, der die Handlung der Fernsehserie abschließt, in die Kinos gekommen.
Die Serie erschien in Deutschland vollständig bei Panini Video auf zwölf DVDs. Außerdem werden seit März 2011 die Folgen in deutscher Synchronisation auf der Videoplattform MyVideo veröffentlicht.
Eine zweite Serie mit dem Titel Hagane no Renkinjutsushi: Fullmetal Alchemist lief 2009 und 2010 im japanischen Fernsehen und wurde international als Fullmetal Alchemist: Brotherhood vermarktet. Deren Handlung hält sich im Gegensatz zur ersten Verfilmung eng an das Original und kommt auch zum gleichen Ende. Im Juni 2011 kam der Film Hagane no Renkinjutsushi: Milos no Seinaru Hoshi (鋼の錬金術師 嘆きの丘の聖なる星, Hagane no Renkinjutsushi: Mirosu no Seinaru Hoshi) in die japanischen Kinos.

## Synchronisation
| Rolle                             | Japanischer Sprecher (Seiyū) | Deutscher Sprecher     |
| --------------------------------- | ---------------------------- | ---------------------- |
| Edward Elric                      | Romi Park                    | David Turba            |
| Alphonse Elric                    | Rie Kugimiya                 | Wanja Gerick           |
| Roy Mustang                       | Tōru Ōkawa                   | David Nathan           |
| Winry Rockbell                    | Megumi Toyoguchi             | Marie Bierstedt        |
| Alex Louis Armstrong              | Kenji Utsumi                 | Detlef Bierstedt       |
| Izumi Curtis                      | Shoko Tsuda                  | Kordula Leiße          |
| Zolf J. Kimblee                   | Yuji Ueda                    | Fritz Rott             |
| Frank Archer                      | Sho Hayami                   | Hans-Detlef Hüpgen     |
| Riza Hawkeye                      | Michiko Neya                 | Gabriele Wienand       |
| Maria Ross                        | Mitsuki Saiga                | Magdalena Turba        |
| Maes Hughes                       | Keiji Fujiwara               | Simon Roden            |
| Scar                              | Ryōtarō Okiayu               | Stephan Schleberger    |
| Lust                              | Yūko Satō                    | Ilya Welter            |
| Gluttony                          | Yasuhiro Takato              | Renier Baaken          |
| Envy                              | Mayumi Yamaguchi             | Julien Haggège         |
| Generalfeldmarschall King Bradley | Hidekatsu Shibata            | Erich Räuker           |
| Greed                             | Junichi Suwabe               | Gregor Höppner         |
| Juliet Douglas                    | Yoshino Takamori             | Vanessa Wunsch         |
| Wrath                             | Nana Mizuki                  | Hannes Maurer          |
| Dante                             | Kazugo Sugiyama              | Luise Charlotte Brings |

## Musik
Für die Serie wurden folgende Vorspanne produziert:
- Melissa von Porno Graffitti
- Ready Steady Go von L'Arc~en~Ciel
- UNDO von Cool Joke
- Rewrite von Asian Kung-Fu Generation

Zu Beginn der ersten Folge wird kein Vorspann gespielt. Der Kinofilm beginnt mit dem Lied Link von L'Arc~en~Ciel.
Als Abspanntitel der Fernsehserie wurden verwendet:
- Kesenai Tsumi von Nana Kitade
- Tobira no Mukou e von Yellow Generation
- Motherland von Crystal Kay
- I Will von Sowelu

Der Abspanntitel der siebten Folge wurde der Handlung der Folge etwas angepasst. In der 25. wird kein Abspann gezeigt, die 51. Folge endet mit einem Monolog von Alphonse. Am Ende des Kinofilms wird Lost Heaven von L'Arc~en~Ciel gespielt.
Das Arrangement der Musik oblag Michiru Oshima, die Vor- und Abspanntitel wurden alle von Aniplex produziert. Der Hintergrundtitel Bratja wie auch die anderen Lieder wurden vom Moskauer Philharmonischen Orchester gespielt.
Die Szenen des Bombardements von London in der 49. und 50. Folge wurden mit einem Stück namens Unmei unterlegt, in Europa bekannt als der erste Satz von Beethovens 5. Sinfonie. In der 51. Episode wird Frédéric Chopins Etude in E-Dur op. 10 no. 3 gespielt.

## OVAs
Nach der Serie erschienen am 29. März 2006 in Japan auf der DVD Hagane no Renkinjutsushi: Premium Collection mehrere Original Video Animations. Diese besteht aus vier voneinander unabhängigen Kurzgeschichten: Hagane no Renkinjutsushi: Enkai-hen (鋼の錬金術師 宴会篇) ist sechs Minuten lang nach dem Drehbuch von Seiji Mizushima und Chihito Akahori als künstlerischem Leiter; Hagane no Renkinjutsushi: Kodomo-hen (鋼の錬金術師 子供篇) ist drei Minuten lang und Hagane no Renkinjutsushi: Shichidai Homunculus vs. Kokka Renkinjutsushi Gundan (鋼の錬金術師 七大ホムンクルスVS国家錬金術師軍団) ist 11 Minuten lang. Alle wurden ins Chinesische und Englische übersetzt.
Die OVA Hagane no Renkinjutsushi: Kodomo-hen zeigt die Nachfahren der Hauptcharaktere im Jahr 2005, einschließlich Edwards, welche zu ihm gehen, um ihm zu seinem 100. Geburtstag ein Geschenk zu bringen.

## Weitere Veröffentlichungen und Ableger
2005 erschien der Film Fullmetal Alchemist – Der Film: Der Eroberer von Shamballa, welcher an das Ende des Animes anschließt. Die Hintergrundmusik der Anime-Serie wurde mehrmals veröffentlicht. Der Original Soundtrack erschien seit 2004 in drei Teilen, 2004 kam eine sogenannte Best-CD gemeinsam mit einer DVD mit den Vor- und Abspannen ohne Schrifteinblendung heraus. 2005 erschien die Musik des Films Conqueror Of Shamballa auf CD, knapp ein halbes Jahr später erneut eine sogenannte Best Compilation-CD.
Des Weiteren wurden verschiedene Lieder veröffentlicht, die von den Synchronsprechern (in ihren Rollen) gesungen wurden. Dieser wurde gesungen von Romi Paku (Edward Elric), Tōru Ōkawa (Roy Mustang), Rie Kugimiya (Alphonse Elric), Megumi Toyoguchi (Winry Rockbell), Keiji Fujiwara (Maes Hughes). Es wurden ebenso Titel veröffentlicht, die von mehreren Sprechern zusammen gesungen wurden.
Als Ableger der Fernsehserie erschien in Japan im Dezember 2003 ein Action-Rollenspiel für die PlayStation 2. Die Handlung des von Square Enix entwickelten und herausgebrachten Spiels ist zwischen den Folgen 9 und 10 der Serie angesiedelt. Studio Bones produzierte dafür insgesamt 30 Minuten weiterer Videosequenzen, die auf der Handlung der bis dahin gesendeten Folgen aufbauen. Im Kampf, der das Spiel dominiert, führt der Spieler Edward Elric gegen verschiedene Gegner. Sein Bruder hilft ihm bei besonders vielen Gegnern oder blockt starke Angriffe ab.
Im Juli 2004 brachte Square Enix außerdem ein Artbook zur Anime-Serie heraus, das Illustrationen und Skizzen aus der Produktion enthält.

## Rezeption

### In Japan
Zudem gewann die Fernsehserie 2004 den TV Feature Award der Veranstaltung Animation Kobe. In den Jahren 2005 und 2006 lag Fullmetal Alchemist auf dem ersten Platz eine Umfrage zu den beliebtesten Serien von TV Asahi unter den Fernsehzuschauern. Das Intro Rewrite von Asian Kung-Fu Generation gewann den Preis für die beste Musik bei den ersten American Anime Awards am 24. Februar 2007.

### International
Die New York Times zählt Fullmetal Alchemist in einem Artikel zu Animes im amerikanischen Fernsehen zu den Serien, die sich mit den Realfilmen zur Primetime messen können. Für die Zeit und den Sender der Ausstrahlung sei die Serie ein Hit. Der Anime habe eine ergreifende Handlung und sei gezeichnet in einem comichaften Stil zwischen Tim und Struppi und Prinz Eisenherz.
Laut Anime News Network bietet der Anime Fullmetal Alchemist eine komplexe Geschichte und hintergründige Charaktere, die im Laufe der Geschichte nach und nach erklärt werden. Zudem biete die Handlung viele überraschende Wendungen. Gelobt wird auch das Charakter-Design, das die Figuren unverwechselbar macht. Auch die Hintergrundmusik sowie Vor- und Abspänne sollen von bester Qualität sein.

### In Deutschland
Die deutsche Zeitschrift AnimaniA lobt die „cineastisch eindrucksvolle“ Umsetzung durch Regisseur Seiji Mizushima und betont das überdurchschnittliche hohe Niveau der Animation. Insbesondere die Effekte in Szenen mit Anwendung der Alchemie seien gelungen. Das nah an der Vorlage gehaltene Charakterdesign sei detailliert und biete selbst bei Alphonse in der Rüstung eine große Palette an Emotionen. Die Hintergrundmusik verleihe den Szenen zusätzliche Dramatik und auch die Vor- und Abspanntitel von aktuellen japanischen Bands passten gut zur Serie. Die deutsche Synchronfassung wird von der AnimaniA ebenso gelobt, die Charaktere seien passend besetzt und die Dialoge würden auch beim Erklären der Alchemie nicht „unfreiwillig komisch“. Auch die technische Umsetzung der deutschen Veröffentlichung sei in Bild- und Tonqualität überzeugend. Die Mangaszene erkennt in der Serie „alle Zutaten für einen großen Publikumserfolg“. Es gelänge, beim Zuschauer „ein ganzes Kalaidoskop an Gefühlen wachzurufen“, Heiterkeit und Komik stünden neben schmerzhaften Wahrheiten, melancholischen Rückblicken, rasanter Action, politischen Konflikten und mysteriösen Rätseln. Die Figuren seien sorgsam entwickelt und facettenreich, die Welt in der sie agieren hätte jedoch noch „etwas mehr Konturen“ aufweisen können: Vieles werde nur angedeutet oder sei vom Zuschauer zu raten. Die Änderungen zur Geschichte der Vorlage seien behutsam erfolgt und hätten die Dramatisierung sinnvoll an das Medium Anime angepasst. Das schon in der Vorlage sehr gute Charakterdesign sei zum Vorteil der Serie kaum verändert worden, insgesamt wirke die Adaption aber heller als das Original. Mit den Hintergründen, „deren kräftige Farbgebung und klare Konturen zur optimistischeren Ausstrahlung beitragen“, könne die Serie ebenso punkten wie mit gelungenen Computereffekten in Kämpfen.